# Halcampella endromitata
Halcampella endromitata is een zeeanemonensoort uit de familie Halcampoididae.
Halcampella endromitata is voor het eerst wetenschappelijk beschreven door Andrès in 1881.